# Список бомбардированных зданий в Софии

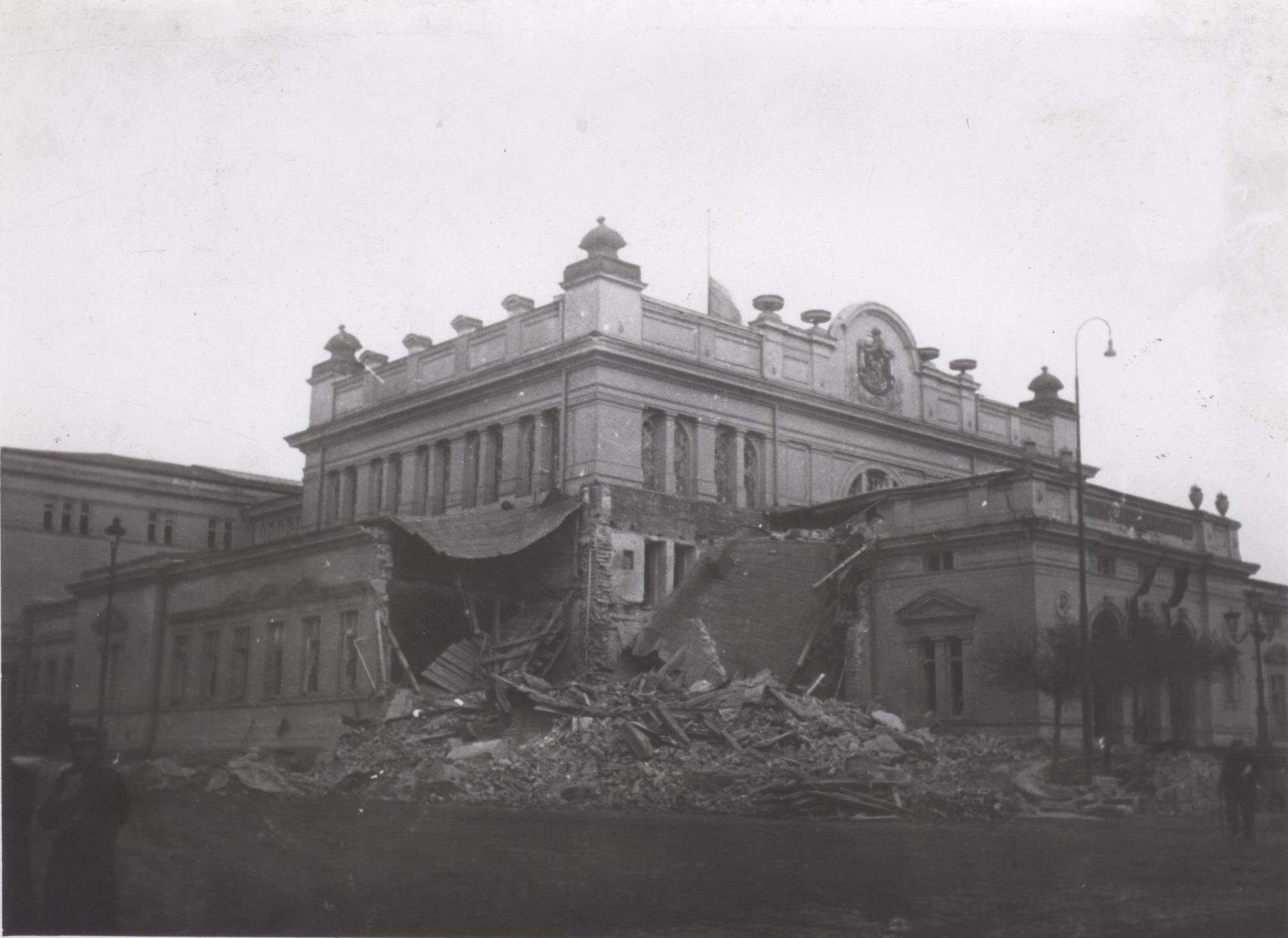
Народное собрание. Источник: ГА «Архивы»

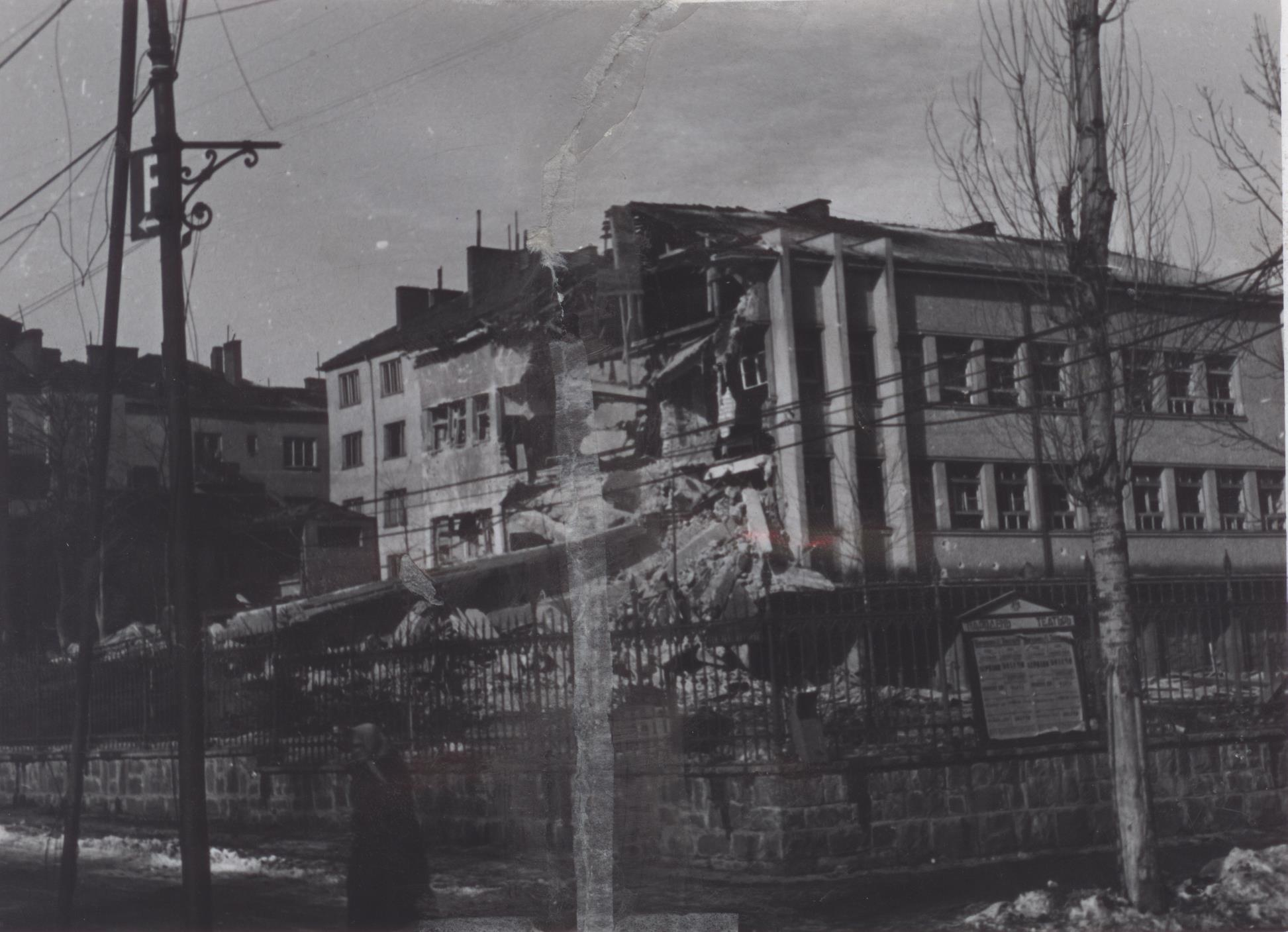
Школа «Святые Седмочисленники». Источник: ГА «Архивы»

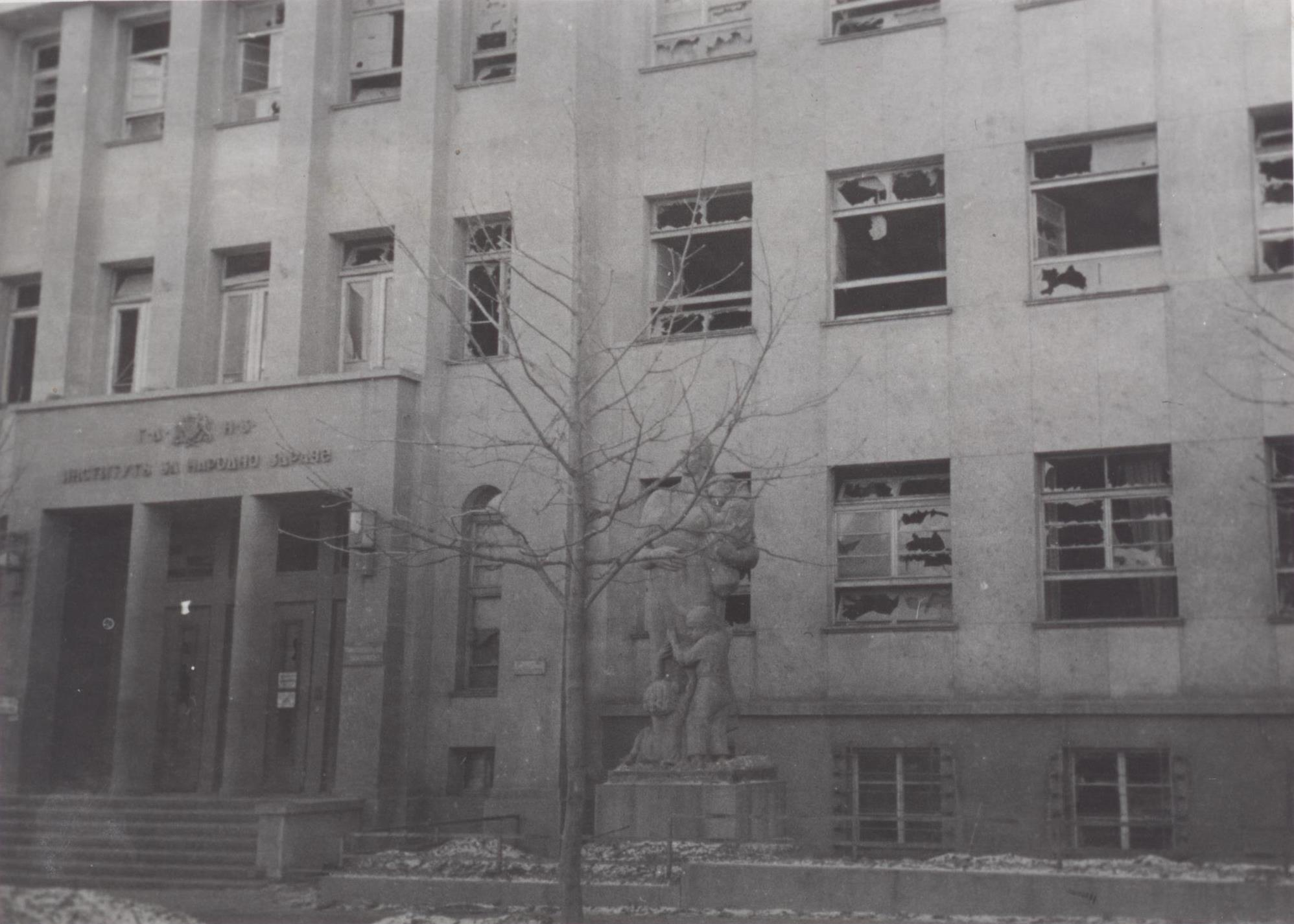
Институт народного здоровья. Источник: ГА «Архивы»

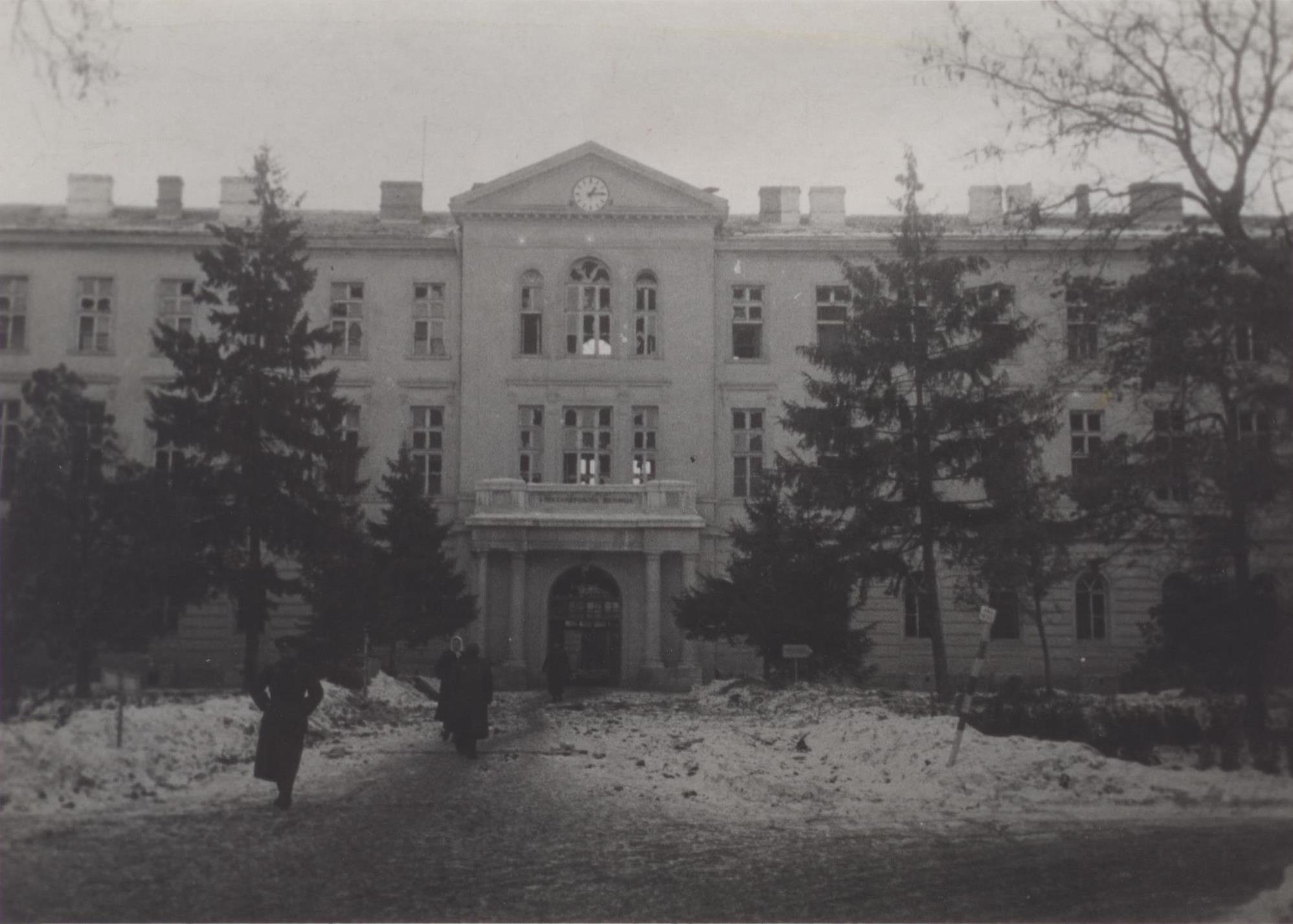
Александровская больница. Источник: ГА «Архивы»

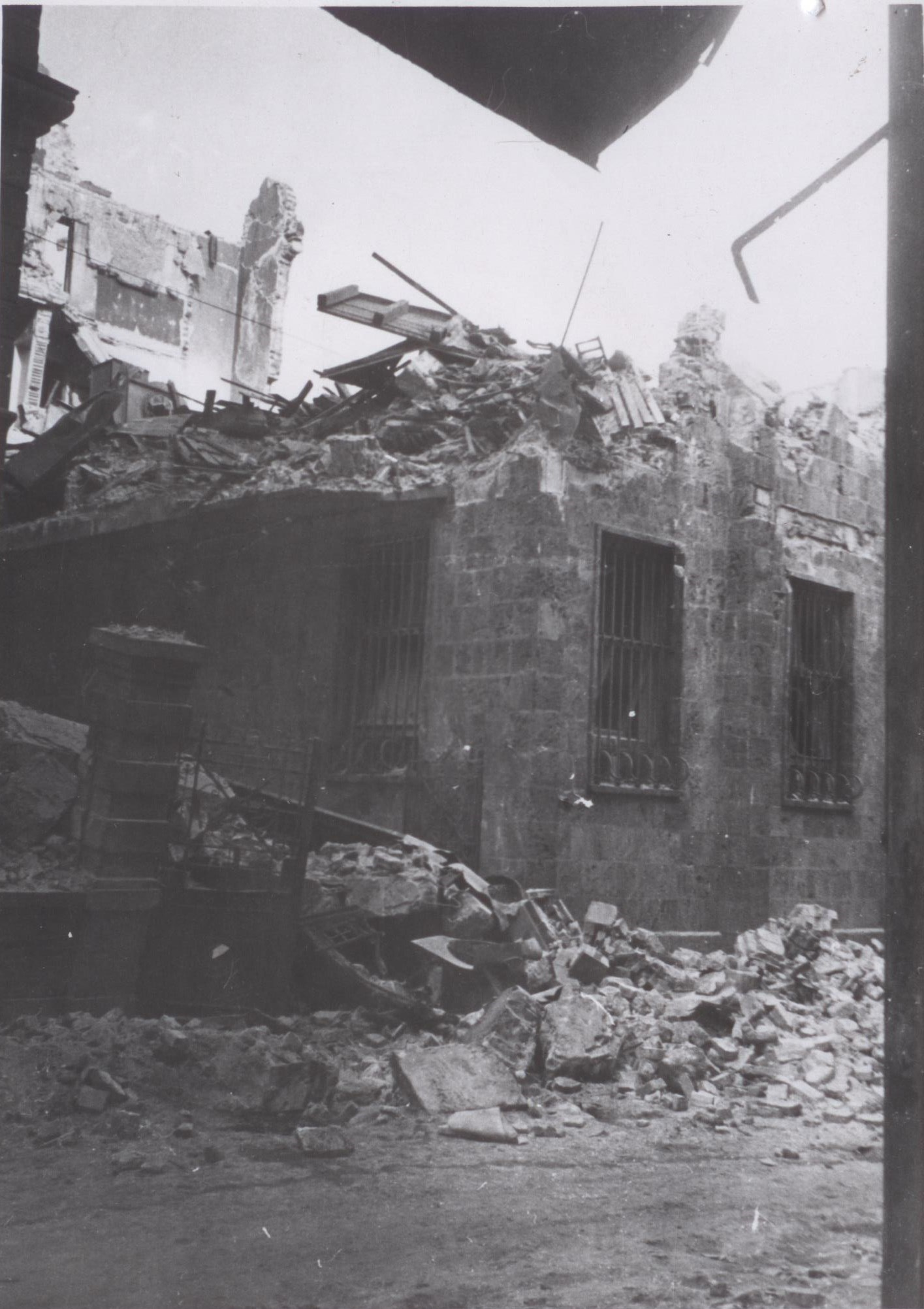
Митрополия. Источник: ГА «Архивы»

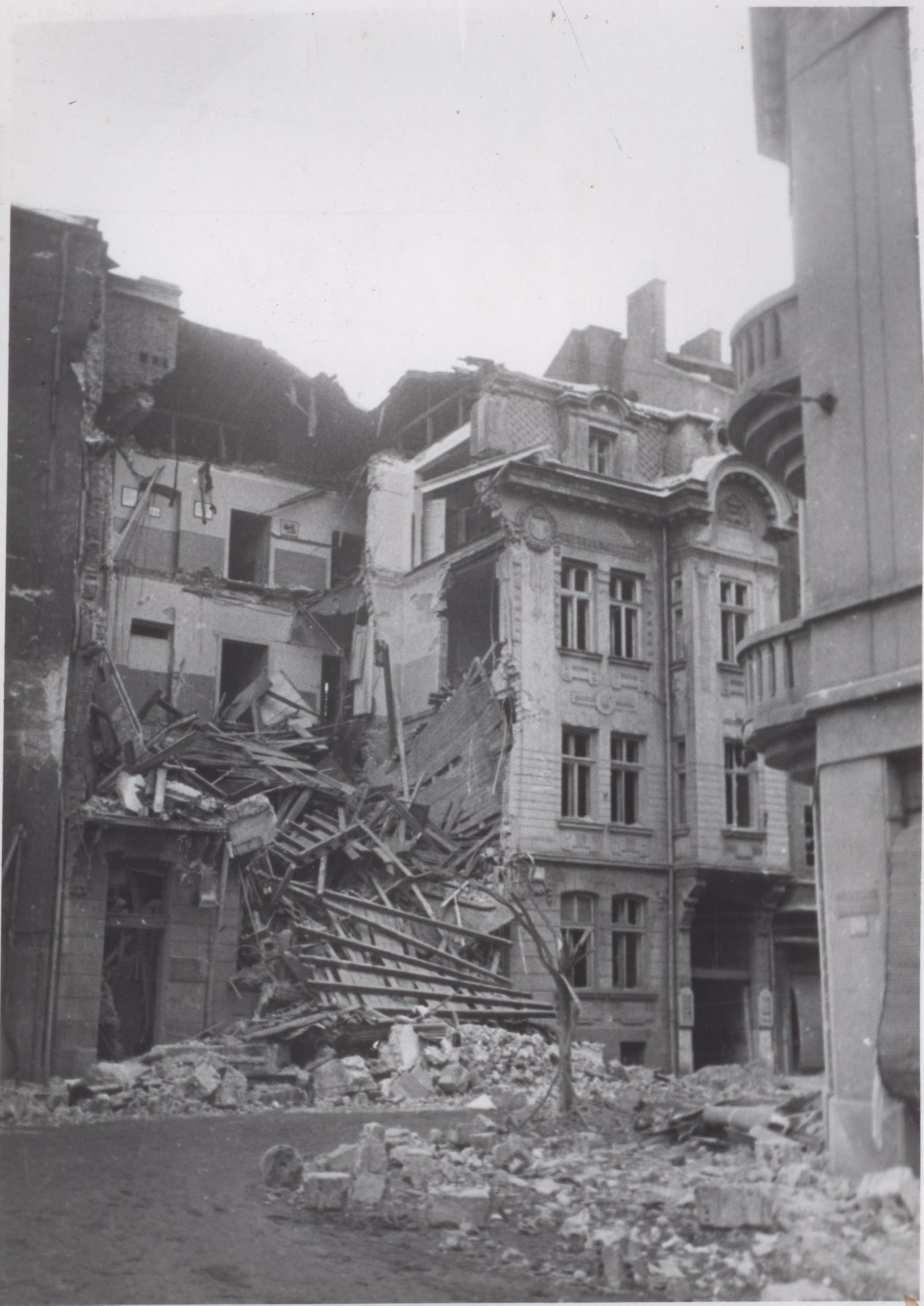
Итальянская школа. Источник: ГА «Архивы»

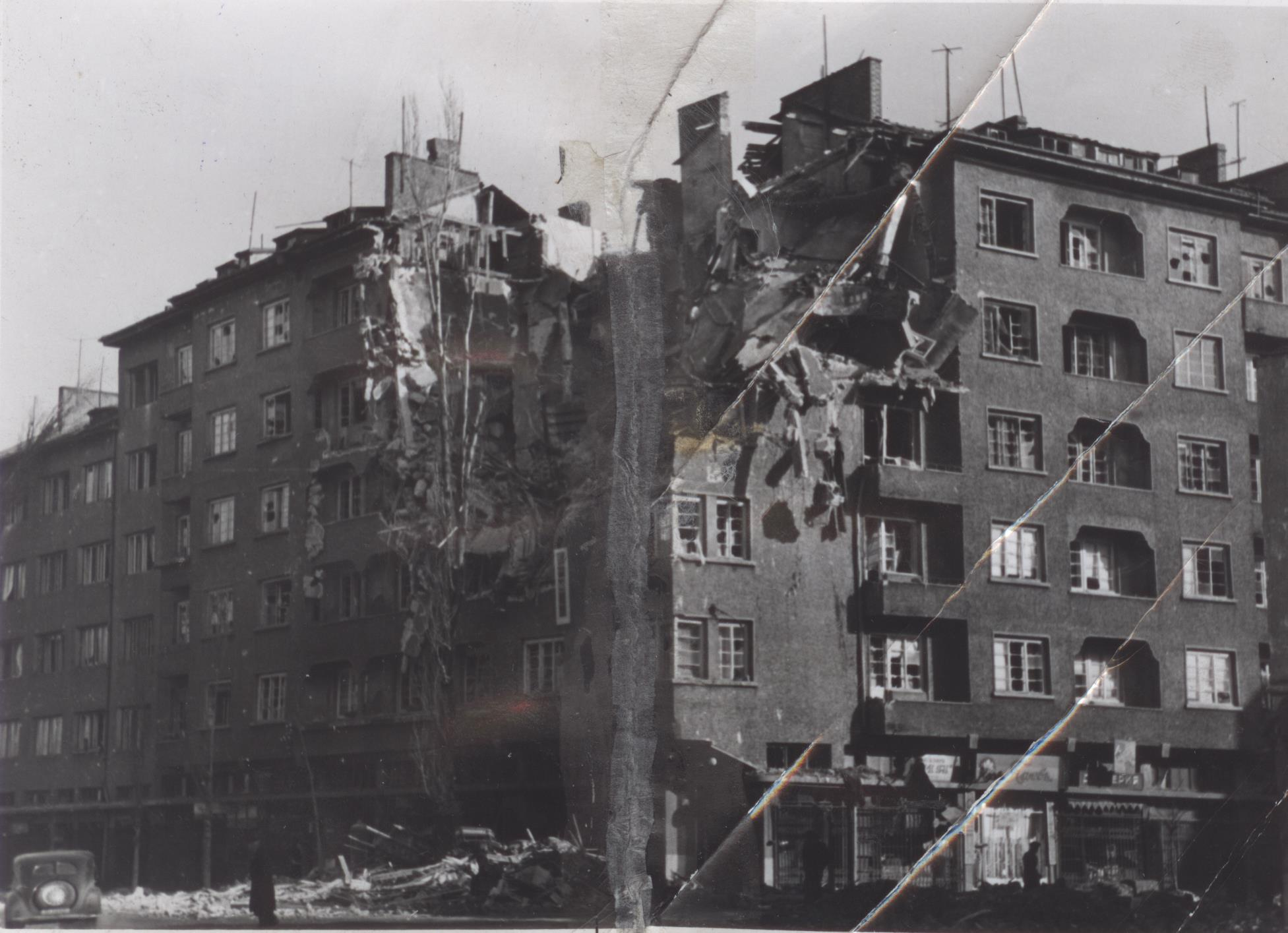
Перекрёсток на улице Граф Игнатиев и бульвар Фердинанд. Источник: ГА «Архивы»

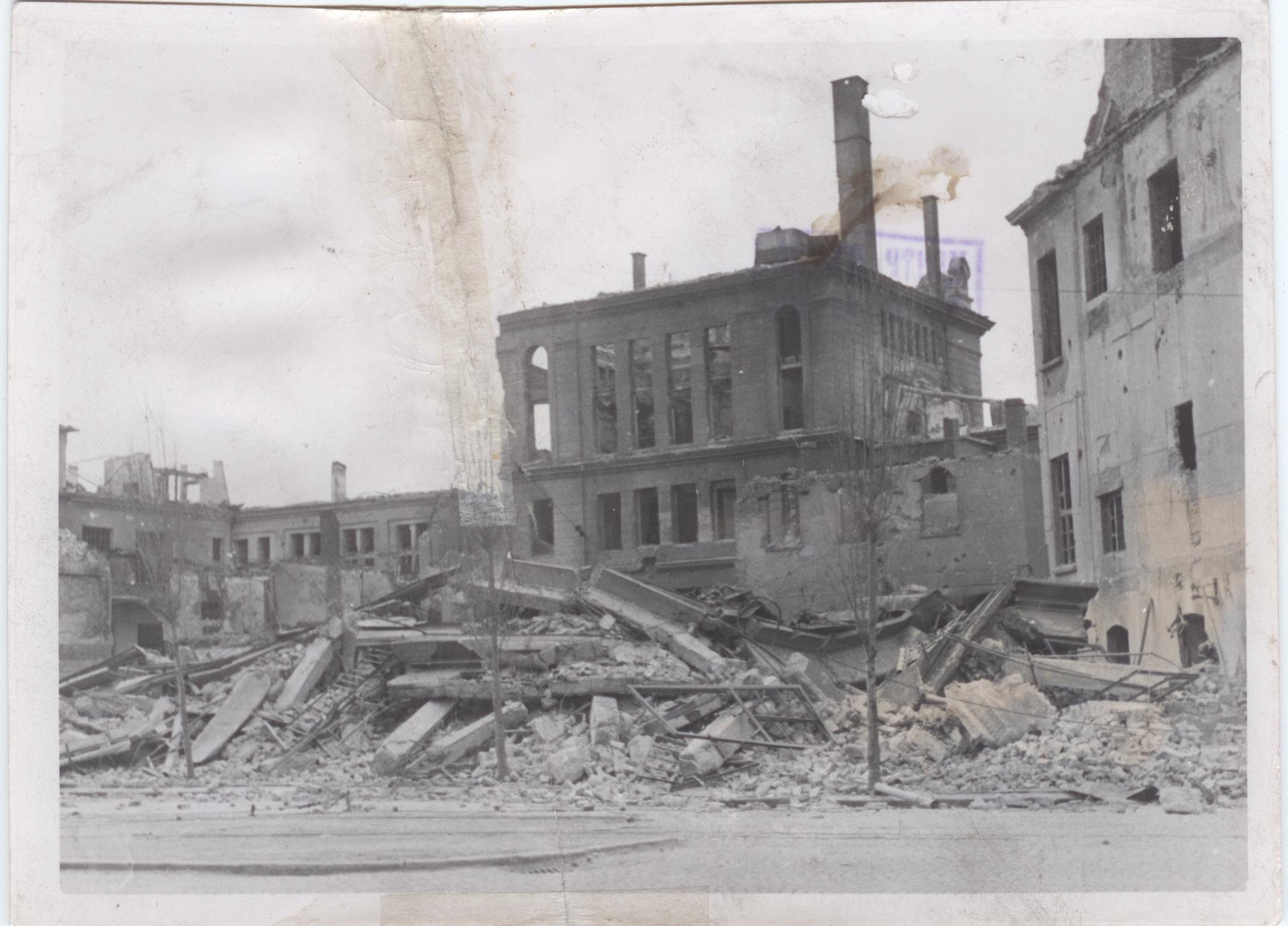
Государственная печатница. Источник: ГА «Архивы»

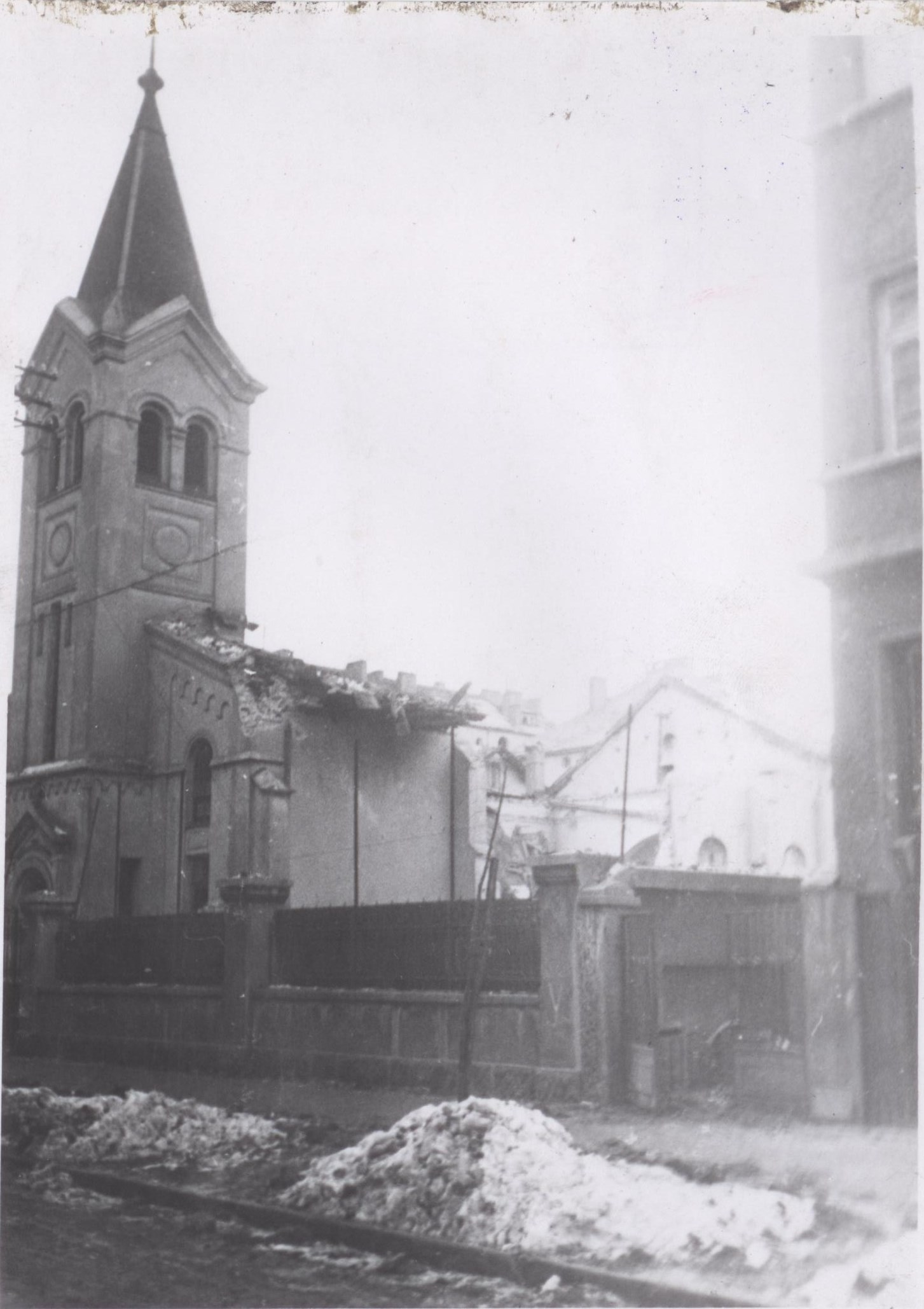
Евангелистская церковь. Источник: ГА «Архивы»

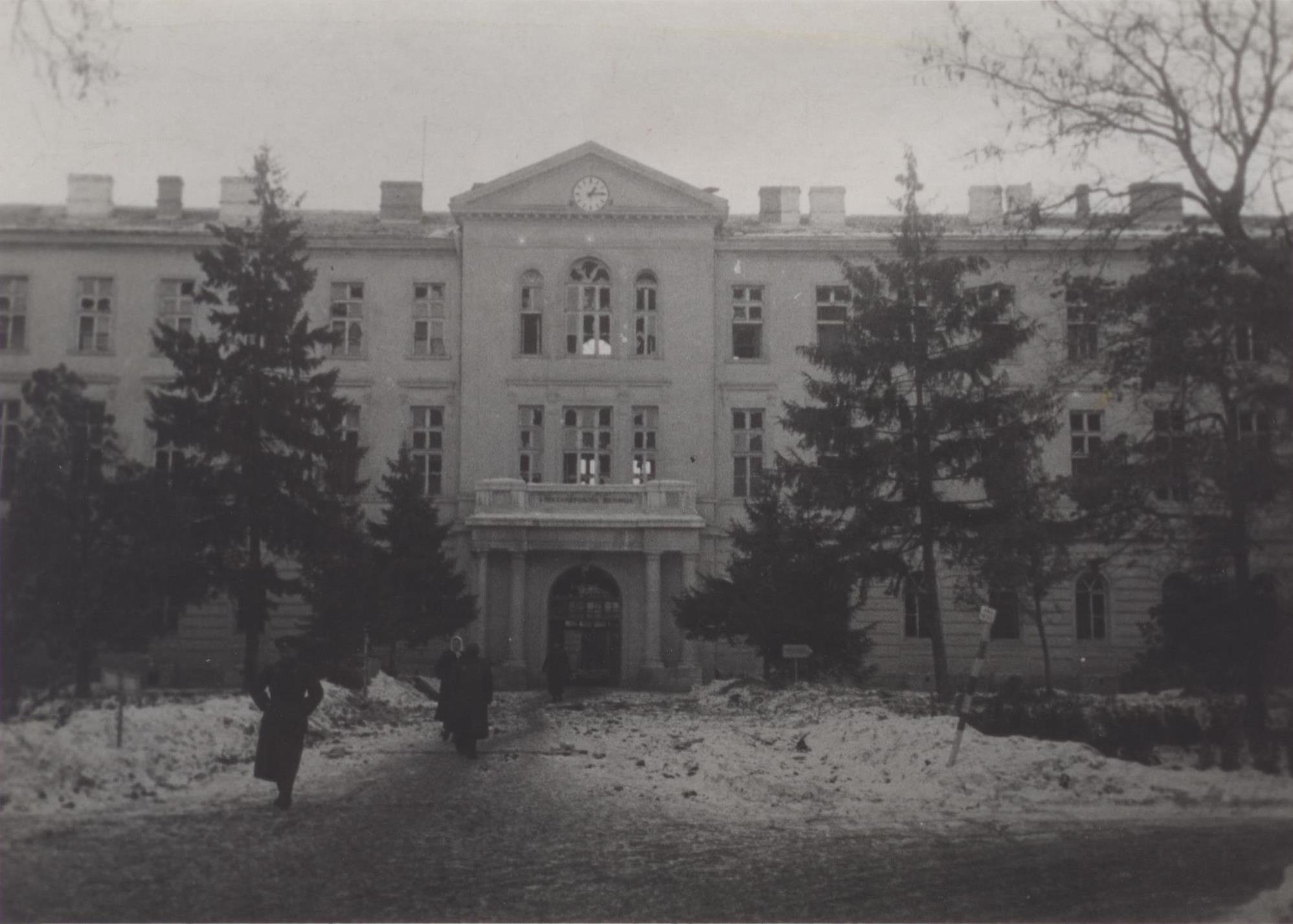
Александровская больница. Источник: ГА «Архивы»

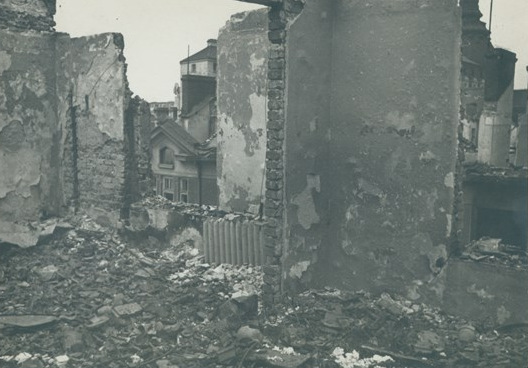
Сгоревший дом Константина Штыркелова. Источник: ГА «Архивы»

Список зданий в Софии, разрушенные или пострадавшие в ходе бомбардировок Болгарии во время Второй мировой войны
- Детский дом «Царь Борис I», современный большой трёхэтажный дом для сирот на бульваре Христо Ботев 2 полностью стёрт с лица Земли в 1944 году[1]
- Больничные крылья Александровской больницы (сегодня Медицинская академия, в то время самая большая в Болгарии были разбиты прямым попаданием, полностью разрушено северное крыло с тяжёлыми поражениями в остальной части (10 января 1944 года)[2]
- Собор «Храм-памятник Александра Невского» был серьёзно повреждён шрапнелью и взрывной волной. Больше всего пострадала её северо-западная часть, в результате чего были разрушены все мозаичные иконы от надвратните тимпани, живопись в северо-западной галерее, витражи, стенопись в арочных проходах были повреждены, а крышы сводов и куполов были разорваны (1944 год)
- Церковь Святой Спас, построенная в XI веке, являющаяся местом смерти повешенного османами Киро Геошева, соратника Васила Левского, также хранившая гроб первого болгарского генерала Савы Муткурова была полностью разрушена 30 марта 1944 года.
- Средневековый храм Святой Николай, построенный в 1260 году и уцелевший во время около пятивековой османской власти разрушен 30 марта 1944 года[3]
- Церковь Святое Преображение Господне, находившаяся в то время в бедном квартале Лозенец была полностью уничтожена 10 января 1944 года[4]
- Собор Святой Софии, раннехристианский собор, существовавший с IV века и давший имя городу, в котором он находился из-за бомбардировок был серьёзно повреждён. Паметник неизвестному солдату, прикреплённый к собору также был серьёзно повреждён.[5]
- Церковь Ротонда Святого Георгия, построенная в начале IV века и являвшаяся самым старым зданием в Софии была поражена в 1944 году.[6]
- Синодальная палата — во время бомбардировки в её сейфе сгорает оригинал указ о создании Болгарской епархии (1944 год)[7]
- Софийская митрополия и резиденция главы на Болгарской православной церкви — повреждена ударными волнами, пожар и шрапнель бомб уничтожили полностью соседние здания — Библиотека Столичной митрополии, средневековый храм Святой Николай и целый последний этаж Духовной академии вместе с куполом храма, встроенным в неё.
- Духовная академия и Церковный исторический и археологический музей на площади Святая Неделя (тяжело ударена 30 марта 1944 года, уничтожена полностью центральная южная часть здания и целый последний этаж вместе с куполом храма, встроенным в неё),[8]
- Софийский университет «Святой Климент Охридский» серьёзно ударен и повреждён (1944 год)[9]
- Болгарская национальная художественная академия — повреждена, особенно северное крыло вместе с полностью разрушенной Художественной палатой, в которой располагались Народный музей и выставочные залы современного искусства (10 января 1944 года).[10]
- Софийская духовная семинария в квартале Лозенец (пострадали здания семинарии в 1944 году)[11]
- Католическая школа «Санта Мария» францисканцев в Софии на улице Марин Дринов 30, её воспитанницей являлась «болгарская Мать Тереза» — Донка Паприкова. Здание разрушено, ценные книги и архивы уничтожены, есть человеческие жертвы (1944 год)[12]
- Французская католическая школа, располагавшаяся между улицами Вашингтон, Нишка и Царь Борис рядом с собором Святой Иосиф (полностью уничтожена в 1944 году)[13]
- Русский лицей В. П. Кузьмина на улице 6 сентября на перекрёстке с улицей Иван Вазов (полностью уничтожен вместе с собором Святого Иосифа в 1944 году).
- Немецкая школа для детей рядом с Немецкой евангелистской церковью князя Батенберга, сегодня паркинг рядом с Оперой на улице Врабча. (тяжелл поражена в 1944 году)[14]
- Итальянская королевская гимназия на улице Раковский рядом с площадью Славейков, где сейчас находится кооперация с большой аптекой. (полностью уничтожена в 1944 году)

- Враца — Государственная экономическая и ткаческая школа «Царица Иоанна» (полностью разрушена 24 января 1944 года, после чего учебные занятия проводятся в соседних сёлах)[17][18][19]
- Государственная Механо-электротехническая школа на улице Нишкой и улице Ополченской вместе с размещённой в нём Первой девической торговской гимназией (пострадали в 1944 году)[20]
- III Девическая педагогическая гимназия (ІІІ государственная образцовая девическая гимназия и педагогическая школа «Климент Охридский») (пострадала в 1944 году)[21]
- Фелдшерская школа на улице Ангел Кынчев с лицом и на бульваре Витошка уничтожена (1944 год)[22]
- III мужская гимназия в Ючбунаре на улице Пиротской (тяжело ударена в 1944 году, полностью разрушено восточное крыло, есть человеческие жертвы).[23]
- V Софийская прогимназия «Антим I» на улице Оборище в тогдашнем Типографском квартале (гимназия тяжело разрушена в январе 1944 года)[24]
- VII Софийская Народная Мужская Прогимназия «Христо Г. Данов» (тяжело разрушена 20 декабря 1943 года)[25]
- Софийская основная школа «Св. св. Кирилл и Методий» на бульваре Васил Левский" и улице Гурко, место где сегодня находится БСФС (уничтожена до основ в 1944 году)[26]
- Болгарская Академия Наук (тяжело ударена 10 января 1944 года),[27]
- Народный Археологический музей в сохранённой благодарением болгарскими послеосвободительными правительствами старинное мусульманское здание, построенное в 1451 году (тяжело разрушен 10 января 1944 года),
- Болгарский археологический институт на улице Раковский 149, сегодня тут находится построенная в 50-х здание с бывшим венгерским р-т, (полностью разрушен в 1944 году)[13][28]
- Национальный Природонаучный музей, построенный в 1927—1936 годах, здание тогда строили для музея (здание разрушено вместе с коллекциями в 1944 году)[29][30]
- Национальный этнографический музей (тогда назывался Народным музеем) на площади Александр Невский в уничтоженной до основания Художественной палате гибнут практически все десятилетия, собранные самыми известными учёными фондами с экспонатами, исследования и документации (полностью уничтожен 10 января 1944 года)[31]
- Общинский музей истории, археологии, этнографии и культуры, открытый в собственном здании на площади Банский № 2 (полностью разрушен в 1944 году)[32]
- Народный театр (тяжело затронут, полностью разрушен южный ризалит здания в 1944 году),[33][34]
- Комплекс «Болгария» — Софийская филармония, точно во время праздника болгарской культуры разрушены зал, орган и два рояля. (24 мая 1944 года)[35][36]
- Театр Одеон, самая известная софийская оперетная, театральная, концертная, лекционная и кинозал, располагался на улице Царь Симеон и бульваре Мария Луиза. Множество самых выдающихся болгарских и гастролирующих чужих театральных артистов выступали на его сцене. (полностью разрушен 10 января 1944 года)[37]
- Кинотеатр Пачев — на бульваре Дондуков и улице Торговской, сегодня на северо-западном углу Шератона, полностью разрушен при бомбардировках (1944 год)[38]
- Кинотеатр Арда — на улице Арда, прямо на улице Торговской, уничтожен не только он, но и вся улица (1944 год)[38]
- Народная библиотека, и Архив Болгарского возрождения, находившиеся на улице Раковский 104—106 (полностью уничтожены в марте 1944 года)[39][40][41]
- Городская библиотека на площади Банский (полностью уничтожена 30 марта 1944 года, сгорают 40 000 тома книг)[42]
- Библиотека Столичной митрополии, новопостроенная уничтожена вместе со всеми всички книгами и старыми документами в ней (10 января 1944 года),
- Издательский комплекс Государственная печатница[43] вместе с находившийся в нём Государственной средней графической школой книгопечатания и графического искусства (полностью уничтожены 10 января и 30 марта 1944 года),[44][45] построена опять в 80-х годах в идентичном виде на этом же месте, но как Национальный музей иностранного искусства.
- Самые большие книжный магазин и столичное издательство — Тодор Ф. Чипев, первые опубликовали роман «Под игом» Ивана Вазова, находились там где сейчас находится северо-западный угол Шератона (полностью уничтожены в 1944 году)[46]
- Дом искусства и печати (дом художников) на улице Раковский в юго-восточном углу Граф Игнатиев монументальное здание с залами для художественных выставок, для театра, концертов, сказок, кабинетов для работы, клуб (разрушен полностью в 1944 году)[39][47]
- Художественная палата (названа Художественной и ремесленым выставочным залом), фактически национальная художественная галерея плюс Национальный выставочный зал и два музея — Современного болгарского искусства и общегосударственным этнографским на площади Святой Александр Невский, новопостроенная в 1937 году большой современный зал руками первого болгарского архитектора — Викторией Ангеловой-Винаровой, уничтожена вместе с экспозицией и фондами, включительно практически всё творчество ведущего болгарского скульптора Александра Берхатлиева являющимся создателем льва на памятнике Шипка и ряду другого бесценного творчества (полностью разрушена 10 января 1944 года),[48][49][50][51][52][53]
- Художественная галерея и первое здание Рисовальной школы, известная „Затоптанная галерея“ на юго-западном углу на улице Раковский и улице Аксаков, сейчас тут находится большой банк. (полностью разрушена в 1944 году)[13]
- Софийское эпархийское священническое братство — большое новое четырёхэтажное здания болгарских священников на улице Св. Неделя (сегодня Св. София) и площади Св. Неделя (полностью разрушена в 1944 году)[54]
- Городское „казино“, которое не являлось казино, а являлось свободным залом для массовых общественных, культурных и политических форумов и встреч[55] (сегодня в остатках здания находится Городская художественная галерея в городском саду).[56][57]
- дом-музей народного поэта Ивана Вазова (была полностью уничтожена и впоследствии сгорела 10 января 1944 года),[58]
- Пантеон погибшим за объединение Болгарии софиянцам и другим болгарам из Железной дивизии — первый пехотный полк и 6 пехотный полк, (полностью уничтожены в 1944 году две из трёх памятных стен с именами падших)[59]
- Памятник неизвестному солдату, тяжело повреждён в 1944 году, современный памятник неизвестному солдату был построен на пустом месте 1981 году
- Памятник „Юнак“, посвящённый добровольцам из болгарских гимнастических дружеств легионеры в войнах за национальное объединение Болгарии высотой в 8 метров. Внутри находился музей перед площадкой „Юнак“ рядом с сегодняшней метростанцией у стадиона „В. Левски“ (полностью разрушен 10 января 1944 года).[60][61]
- Русский памятник бомбардирован, бомба упала точно в основания памятника, взрыв которой выкопал 2 метровую яму, верхняя часть обелиска отламывается и перемещается к нижней части, которая сильно наклоняется, но памятник уцелел и через некоторое время отремонтирован.[62]
- Народное собрание, с точным попаданием разрушена западная часть (4 января 1944 года)[63]
- Министерство Народного просветления, бульвар Царица Иоанна 19 дн. бульвар Витоша (полностью разрушено 10 января 1944 года)[64]
- Окружный суд — большое здание на улице Царь Симеон и бульваре Мария Луиза, в 1941 году суд е переместили в Судебную палату, само здание рухнуло от бомб и полностью разрушилось в 1944 году (сейчас на её месте находится Министерство окружающей среды)[13]
- Первое общественное здание, построенное после Освобождения — Казначейство (ковчежничество, хазната) и дом Гео Милева — карето му между улицами Пиротская, бульварои Мария Луиза, залами и улицей Вашингтон (полностью разрушены в 1944 году)[13]
- Центральные софийские залы (сильно пострадали от ударных волн, пожаров и шрапнели в 1944 году)[65]
- Столичная городская община, на улице Гурко рядом с городским парком (тяжело разрушена 10 января 1944 года),[66][67]
- тысячелетний минеральный источник, создавший город и Центральная минеральная баня (источник тяжело затронут, 10 января 1944 года полностью уничтожена половина и сильно затронута целая оставшаяся часть общественного здания)[68]
- Маленькая баня на улице Экзарх Иосиф и улице Искыр, трамвайная остановка у самого минерального источника (полностью уничтожена в 1944 году)[69]
- Дворец Враня, уже не имеющих ничего общего с управлением страны, в нём остались только вдовствующая царица со своими двумя несовершеннолетними детьми, которые чудом спаслись, но разрушения и пожар серьёзные.
- Русская церковь Святой Николай (тяжело ударена 10 января 1944 года)[70]
- Католический собор Святой Иосиф (полностью уничтожен 30 марта 1944 года),[71]
- Евангелистская церковь князя Батенберга на улице Врабча и бульваре Дондуков (полностью уничтожена, сегодня на её месте находится Национальная опера)[72]
- Протестантская церковь Первой евангельской церковь на улице Солунска (полностью разрушена 10 января 1944 года)[73]
- большая Софийская синагога (ударена несколько раз, тяжело затронута, сгорает и уникальная и широко известная иудейская библиотека еврейской общности, сохранявшая бесценную коллекцию средневековых равинистичных трудов),[74]
- Зоопарк пострадал очень сильно, тогда она находилась в центре города между бульварами Адольф Гитлер (сейчас опять носит имя Евлогий Георгиев), Царь Фердинанд (сейчас Васил Левский) и улицей Гурко, некоторые из животных убиты или ранены в своих клетках, немало из оставшихся разбежались обезумевши и пришлось застрелить.[75]
- Сербская легация на северо-восточном углу на улице Раковский и бульваре Патриарх Евтимий (полностью разрушена в 1944 году)[13]
- Пивоварня братьев Прошек бомбардирована и сильно разрушена.[76]
- Казино, самое представительное общественное здание в стиле сецессион, построенная в 1908 году архитектором Наумом Торбовом практически разрушено во время бомбардировок[56]
- Тяжело поражены здания Центральной ЖД линии Софии,[77] красивое но маленькое здание Министерского совета на улице Раковский (полностью разрушена), Министерств правосудия на улице Славянска,[78] финансов,[79] внутренних дел,[80] железниц и почт, внутренних дел,[81] Судебная палата, Почтовая палата, Телефонная палата, Военная академия,[82] Юнион палас, самый значительный отель в столице, большие здания страховой компании Феникс,[83] Земледельского банка[84] и т. д.

Фугасными и легковоспламеняющимися бомбами были взорваны и сгорели тысячи жилых зданий, разрушен городской центр столицы, были уничтожены не просто отдельные здания или кварталы, а целые улицы и площади ул. Торговская, ул. Знеполе, ул. Дрин, ул. Арда, ул. Марица, ул. Нишкая, ул. Трапезица (уцелели только несколько десяток метров при статуи Софии), ул. 15 ноября (в эту дату в 1920 году было проведено первое заседаниe ОН в Женеве, сегодня данное имя носит другая улица западно вдоль Народного собрания, загърбила своё преддевятисентябрийское 7 ноября — день победы над сербами в битве на Сливнице, решила Сербско-болгарскую войну в 1885 году), пл. Св. Спас (пл. Трапезица сегодня несуществующий был в начале бульвара Тодор Александров), пл. (пасаж) Св. Никола (уничтожен, сегодня тут находится пл. Независимост), уничтожены большие части улиц Леге, бульвара Дондуков, бул. Царица Иоанна (сейчас бул. Витоша), бул. Патриарх Евтимий, площадь Патриарх Евтимий, ул. Гурко, ул. Раковский, ул. Царь Калоян, бул. Александр I (сегодня улица) и пл. Александр», пл. Банский (сегодня западный край улицы Триадица), пл. Святая Неделя, ул. Вырбица, ул. Балкан, ул. Царь Иван Шишман, ул. Иван Вазов, ул. 6-и септември, ул. Шипка, ул. Шар планина, бул. Фердинанд" (сегодня бул. В. Левски), ул. Граф Игнатиев, пл. Славейков, бул. Христо Ботев, ул. Стефан Караджа, ул.а Янтра, ул. Царь Иван Асень II", ул. Веслец, бул. Царь Освободитель", пл. Царь Освободитель (сегодня пл. Народное собрание), ул. 7-е ноября (сегодня ул. 15 ноября), ул. 19 февраля (названа в честь Бухарестского мирного договора 1886 года, укрепил Соединение Болгарии) пл. Александр Невский, ул. Славянская, бул. Мария Луиза, ул. Пиротская, ул. Денкоглу, ул. Лавеле, ул. Ломская (сейчас Вашингтон), ул. Царь Симеон, бул. Клементина (сейчас ул. Соборная), ул. Сан Стефано, ул. Шейново, ул. Алабинская, ул. Левский (сегодня ул. Диакон Игнатий), ул. Позитано и пр. и пр.